# Bradford William LePage
Bradford William LePage (* 19. Februar 1876 in Rusticoville, Prince Edward Island; † 4. Dezember 1958 in Charlottetown) war ein kanadischer Politiker. Von 1939 bis 1945 war er Vizegouverneur der Provinz Prince Edward Island.
LePage besaß einen Gemischtwarenladen in Rusticoville. Er zog später nach Charlottetown und eröffnete dort ein Schuhgeschäft, die LePage Shoe Company. Als Mitglied der Prince Edward Island Liberal Party kandidierte er 1919 mit Erfolg bei den Wahlen zur Legislativversammlung und blieb zwei Jahrzehnte lang Abgeordneter. Von 1927 bis 1931 sowie von 1935 bis 1936 war er in den Kabinetten von Albert Charles Saunders und Walter Maxfield Lea jeweils Minister ohne Geschäftsbereich. Generalgouverneur Lord Tweedsmuir vereidigte LePage am 1. Oktober 1939 als Vizegouverneur von Prince Edward Island. Dieses repräsentative Amt übte er bis zum 30. Mai 1945 aus.